# Одисея (филм, 2026)
„Одисея“ (на английски: The Odyssey) е предстоящ американско-британски епичен фентъзи екшън филм от 2026 г. на режисьора Кристофър Нолан по негов сценарий, базиран на едноименната гръцка поема на Омир. Във филма ще участват Мат Деймън, Ан Хатауей, Том Холанд, Лупита Нионг'о, Робърт Патинсън, Шарлиз Терон и Зендая. Премиерата ще се състои на 17 юли 2026 г.

## Актьорски състав
- Мат Деймън – Одисей[6]
- Том Холанд
- Ан Хатауей
- Зендая
- Лупита Нионг'о
- Шарлиз Терон
- Робърт Патинсън
- Джон Бърнтол
- Бени Сафди
- Джон Легуизамо
- Елиът Пейдж
- Химеш Пател
- Бил Ъруин
- Саманта Мортън
- Джеси Гарсия
- Уил Юн Лий
- Рафи Гаврон
- Шайло Фернандез
- Мия Гот
- Кори Хокинс
- Ник Е. Тарабей
- Джим Гонзалес
- Морис Компте
- Майкъл Вламис
- Идо Голдбърг